# Mustafà Çelebi
|  | Aquest article tracta sobre príncep fill de Baiazet I. Si cerqueu príncep fill de Mehmet I, vegeu «Küçük Mustafà». |

Mustafà Çelebi (Mustafà el cavaller) o també Düzme Mustafà (Pretendent Mustafà) fou un príncep otomà fill gran de Baiazet I, pretendent al sultanat des del 1402.
Era un dels sis fills de mare esclava (kirnak) i probablement fou nomenat governador d'Hamit i Tekeoğulları. És segur que dirigia les tropes de Tekke a la batalla d'Ankara el 28 de juliol de 1402, en què Tamerlà va derrotar decisivament als otomans. No és clar que va passar: algunes fonts suposen que fou fet presoner i portat a l'Àsia central; i d'altres diuen que el seu cos no es va trobar després de la batalla i fou comptat entre els morts. Però altres fonts otomanes que encara que presoner, va poder tornar al cap d'uns anys amb altres presoners, potser a la mort de Tamerlà (febrer de 1405). De fet no és esmentat a les fonts otomanes abans del 1431f on se'l presenta com un impostor (djali) i el mateix es fa a la crònica d'Ashikpashazade i altres anònimes, però posteriorment aquestes mateixes fonts el reconeixen com a legitim.
Es diu que va estar un temps a Sinope sota vigilància dels Isfendiyaroğullari fins al 1415 quan ja apareix a Trebisonda. Altres suposen que en realitat va romandre presoner del timúrides fins al 1414. El gener de 1415 va arribar una galera procedent de Trebisonda a Venècia amb un enviat seu. L'agost de 1415 estava a Valàquia sota protecció del voivoda Mircea I el Vell i negociant el suport dels begs de Rumèlia, i va començar a fer incursions contra territoris otomans al sud del riu Danubi. El 1416 es va rebel·lar el xeic Bad al-Din, antic lleial de Musa Çelebi, amb ideologia comunista. Mustafà va intentar agafar el poder en cooperació amb Mircea I i l'antic beylik d'Aydin, Djunayd, i amb cooperació dels romans d'Orient que estaven en guerra contra Mehmet; Mustafà i Dujanyd van anar a Salònica (romana d'Orient) amb els seus partidaris i des d'allí van ocupar Serres esperant aconseguir el suport de les tropes de frontera però no el van obtenir i van haver de retornar a Salònica (tardor de 1416) sota la protecció del governador romà d'Orient Demetrios Leontarios. Mehmet va assetjar la ciutat i finalment l'emperador romà d'Orient va acceptar retenir als dos rebels durant la vida de Mehmet, a canvi d'un important pagament econòmic (300.000 akçes a l'any equivalents a 10.000 ducats d'or). Badr al-Din mentre seguia la seva revolta a Anatòlia occidental i a Deli-Orman. Mircea I el Vell de Valàquia va donar suport i refugi al xeic i va envair Deli-Orman, atacant Silistra (tardor del 1416) però Mehmet va capturar a Badr al-Din a Zagra i fou penjat a Serres el 18 de desembre de 1416. Durant tots aquestos conflictes els begs d'Anatòlia havien mostrat signes d'hostilitat i a l'inici de 1417 Mehmet va atacar a Isfandiyar de Kastamonu que havia facilitat el pas de Badr al-Din cap a Valàquia.
Mustafà fou enviat a Lemnos, segurament amb Djunayd, passant per Monembasia. Altres fonts diuen que fou enviat a Egriboz (Negrepont)
Apareix altre cop el 1421/1422. Hauria estat alliberat pels romans d'Orient per obtenir concessions a Rumèlia a canvi del suport. Demetrios Leontarios, antic governador de Salònica, va dirigir la flota que el va portar, junt amb Djunayd, de Lemnos a Gal·lípoli (15 d'agost de 1421). D'alli (o de Salònica segons algunes fonts) va marxar a Edirne, on va entrar i es va proclamar sultà, i es va apoderar també de Yeniçe, Vàrdar i Serez. A Edirne o pel camí va rebre la submissió dels tövičes i sipähis de Rumèlia i dels principals udj-begis entre els quals Turban Beg, els Evrenos-oğlu i els Gümlü—oğlu. No lluny d'Edirne, a Sazlı-dere, va trobar a un exèrcit manat per Baiazet Pasha, enviat des de Brusa per mar, per intentar mantenir el control d'Edirne, però aquestes tropes es van passar a Mustafa i Baiazet Pasha fou fet presoner i executat. Segons l'acord amb els romans d'Orient havia d'entregar Gal·lípoli a l'Imperi Romà d'Orient (a Leontarios) però es va negar a fer-ho. A finals d'any Mustafà va creuar els estrets i va marxar sobre Brusa. A Ulubad (en grec Lopadion) va trobar el pont de Nilüfer Çayl destruït i l'exèrcit de Murat II a l'altre costat. El sultà Murat va maniobrar hàbilment fent diverses promeses als begs i per exemple a Djunayd li va assegurar la restitució d'Aydın. Molts begs de Rumèlia i el mateix Djunayd van canviar de bàndol. Mustafà sense capacitat de lluita va fugir a Gal·lípoli. Murat el volia perseguir i per poder-ho fer va negociar amb el podestà genovès de Nova Focea, Giovanni Adorno, les naus del qual van transportar a les tropes a l'altre costat dels estrets (15 de gener de 1422). Mustafà es va retirar a Edirne on la seva autoritat ja no fou reconeguda i va intentar fugir a Valàquia però segons algunes fonts fou capturat a Yenidje Kızıl Aghač i reenviat a Edirne on fou penjat, i d'altres suposen que va arribar a Valàquia i va seguir fent incursions durant anys fins que fou capturat pels otomans el 1430 i penjat, si bé el govern otomà negava que fos l'autèntic Mustafà i el considerava un usurpador.